# Гаррі Єрґенсен
Гаррі Єрґенсен (дан. Harry Jørgensen, 7 грудня 1945) — данський академічний веслувальник.
Бронзовий призер Олімпійських Ігор 1968 року в складі розпашної двійки зі стерновим.